# КамАЗ-6520
КамАЗ-6520 (англ. KamAZ 6520) — сімейство вантажних автомобілів виробництва КАМАЗ з компонувальна схемою «кабіна над двигуном» і колісною формулою 6х4 або 8х4 призначене для перевезення сипучих і навалювальних вантажів по дорогах з твердим покриттям, у тому числі з кругляка і щебеню, і по ґрунтових дорогах. Вантажопідйомність — 20 - 28,5 тонн.
КамАЗ-6520 може бути обладнаний дизельними двигунами потужністю від 320 до 400 к.с.
КамАЗ-6520 пропонується у вигляді шасі, самоскида або сідлового тягача.

## Модифікації

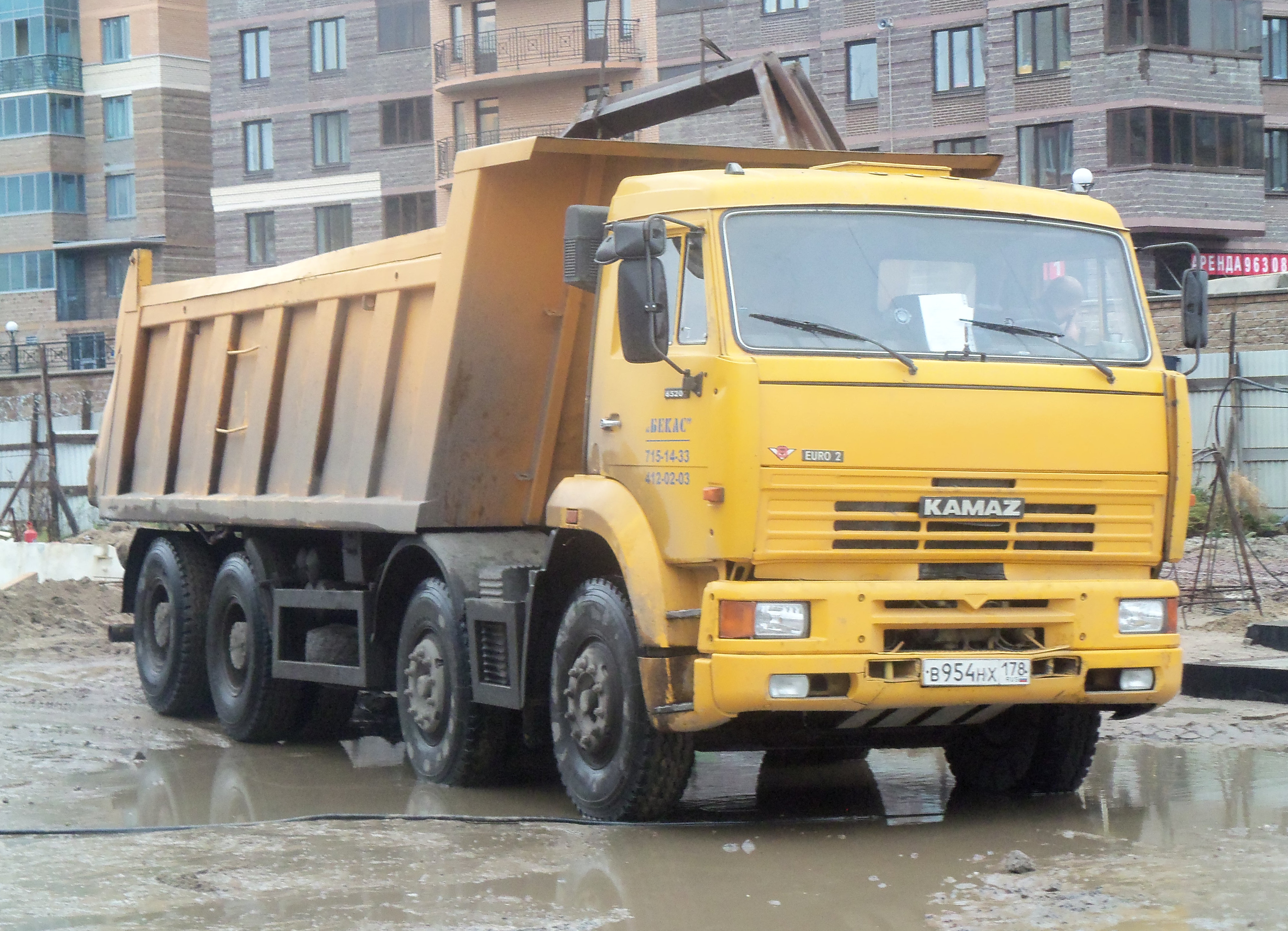
КамАЗ-65201

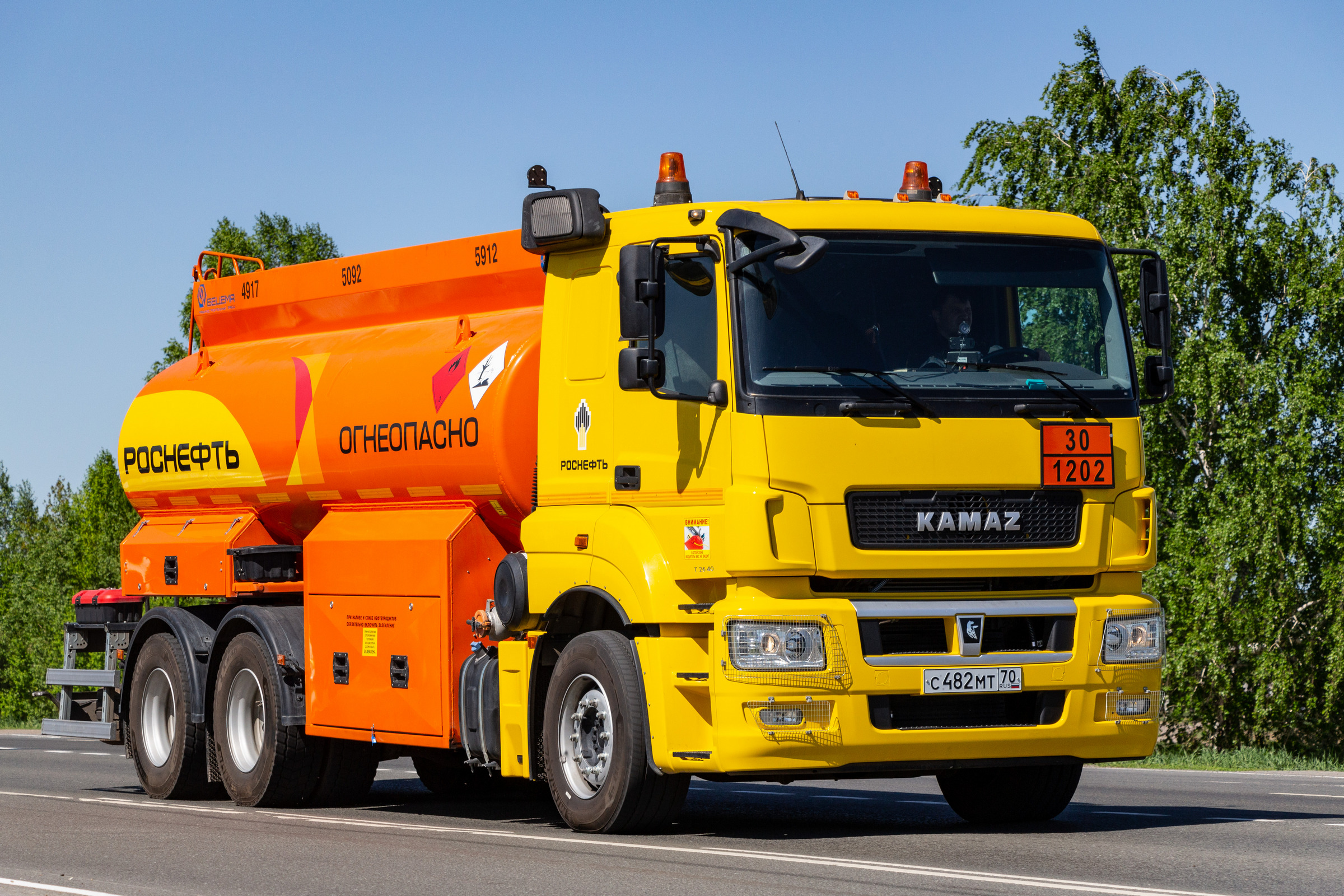
КамАЗ-65207

- КамАЗ-6520 — базова модель, самоскид з двигуном КамАЗ 740.51-320 (Євро-2) і колісною формулою 6х4.
- КамАЗ-6520-26020-73 — самоскид з двигуном КамАЗ 740.63-400 (Євро-3 або Євро-4) і колісною формулою 6х4.
- КамАЗ-65201 — самоскид з двигуном КамАЗ 740.63-400 (Євро-3 або Євро-4) і колісною формулою 8х4.
- КамАЗ-6520 "Люкс" (KamAZ К3540) — самоскид з двигуном КамАЗ 740.63-400 (Євро-4), новою кабіною від Mercedes-Benz Axor і колісною формулою 6х4.
- КамАЗ-65201 "Люкс" (KamAZ К4440) — самоскид з двигуном КамАЗ 740.63-400 (Євро-4), новою кабіною від Mercedes-Benz Axor і колісною формулою 8х4.
- КамАЗ-65206 (KamAZ К2642) — сідловий тягач на пневмопідвісці з двигуном Mercedes-Benz OM 457 LA потужністю 401 або 428 к.с. (Євро-5), новою кабіною від Mercedes-Benz Axor і колісною формулою 6х4.
- КамАЗ-65207 (KamAZ T2640) — бортовий автомобіль з двигуном Mercedes-Benz OM 457 LA потужністю 401 к.с. (Євро-5), кабіною від Mercedes-Benz Axor і колісною формулою 6х4.
- КамАЗ-65208 — шасі з кабіною від Mercedes-Benz Axor, колісною формулою 6х2 і підйомною задньою віссю.
- КамАЗ-65209 — сідловий тягач з кабіною від Mercedes-Benz Axor, колісною формулою 6х2 і підйомною задньою віссю, тягач здатний працювати в складі автопоїзда повною масою до 44 тонн.